# Saison 5 de Being Human : La Confrérie de l'étrange
Chronologie
Saison 4
Cet article présente les six épisodes de la cinquième et dernière saison de la série télévisée britannique Being Human : La Confrérie de l'étrange (Being Human).

## Synopsis
Trois colocataires entre vingt et trente ans tentent de vivre une vie normale bien qu'ils aient chacun quelque chose de particulier : il y a Tom, le loup-garou, Hal, le vampire et Alex, le fantôme.

## Distribution

### Acteurs principaux
- Michael Socha (V. F. : Stéphane Pouplard) : Thomas « Tom » MacNair, un loup-garou
- Damien Molony (V. F. : Mathias Casartelli) : Hal Yorke, un vampire
- Kate Bracken (V. F. : Hélène Bizot) : Alex Millar, une fantôme
- Steven Robertson (en) (V. F. : Loïc Houdré) : Dominic Rook

### Acteurs récurrents
- Phil Davis : le capitaine Hatch / Satan
- Colin Hoult (en) (V. F. : Jérôme Keen) : Ian Crumb
- Toby Whithouse : Alistair Frith

### Invités
- Clare Cage (V. F. : Rafaèle Moutier) : Patsy (épisodes 1 et 2)
- Victoria Ross : Lady Catherine (épisode 1)
- Madeleine Harris : Hetty (épisode 1)
- Non Haf : Sophie (épisode 1)
- Katherine Denkinson : la femme morte à Hallway (épisodes 1 et 4)
- Ben Greaves-Neil : Oliver (épisode 2)
- Hamza Jeetooa : Alan (épisodes 2 et 4)
- Julian Barratt (V. F. : Philippe Valmont) : Larry Chrysler (épisode 3)
- Amanda Hale (V. F. : Nayéli Forest) : Lady Mary (épisode 3)
- Ricky Grover (V. F. : Denis Boileau) : Bobby (épisode 4)
- Kathryn Prescott : Natasha (épisode 5)
- Ellie Kendrick (V. F. : Pascale Chemin) : Alison (épisode 6)
- Louis Mahoney (V. F. : Thierry Mercier) : Leo (épisode 6)

## Liste des épisodes

### Épisode 1:La Trinité des sangs
- Royaume-Uni : 3 février 2013 sur BBC Three[1]
- France : 28 juillet 2013 sur OCS Choc[2]

- Royaume-Uni : 731 000 téléspectateurs

Nord de la France, 1918. Al se fait agresser par une loup garou, Catherine. Il essaie d'éviter une apocalypse provoquée par le conflit entre les vampires et les loups garous. Pour l'arrêter, ils célèbrent un rituel pour piéger Satan dans un corps humain et pour mettre fin au massacre. Seulement, le rituel échoue et Satan s'évade.
De nos jours, Al a toujours du mal à contrôler ces pulsions, il est donc attaché sur une chaise. La maison est désormais dans un état lamentable depuis la disparition d'Annie et Ève. Alex et Tom prennent la décision de le détacher, le pensant apte à se contrôler.
Hetty, la dernière des anciens révèle aux « nettoyeurs » qu'un autre ancien est encore en vie, il s'agit de Al.
Les problèmes d'argent se font ressentir chez les colocataires, Tom et Al sont donc contraints de trouver un nouveau travail et sont embaucher dans un hôtel. Rook, l'un des « nettoyeurs » propose alors à Al de devenir le chef des vampires pour maîtriser les vampires restants et conclure un accord entre le monde humain et surnaturel. Cependant, il refuse et Rook lui laisse une flasque de sang. Intrigué par la proposition du « nettoyeur », Al se dispute avec Alex et part énervé. Sur le chemin, il croise Cram qui se fait renverser par une voiture, Al le transforme alors en vampire.
Entrant chez les « nettoyeurs », Alex et Tom apprennent que le corps du fantôme a été restitué à sa famille. Alex, bouleversée par cette nouvelle, libère Cram de la cave où Al l'avait enfermé. Retournant à son bureau, le jeune vampire se fait licencier et tue le neveu de son patron. Les colocataires arrivent alors, mais Cram pousse quasiment Al à se suicider pour le bien de tous. Il est cependant arrêté par ces deux amis et les « nettoyeurs » arrivent alors.

### Épisode 2:L'Employé du mois
- Royaume-Uni : 10 février 2013 sur BBC Three[1]
- France : 28 juillet 2013 sur OCS Choc[2]

- Royaume-Uni : 845 000 téléspectateurs

### Épisode 3:Le Gâteau du succès
- Royaume-Uni : 17 février 2013 sur BBC Three[1]
- France : 4 août 2013 sur OCS Choc[2]

- Royaume-Uni : 979 000 téléspectateurs

### Épisode 4:Coup de poker
- Royaume-Uni : 24 février 2013 sur BBC Three[1]
- France : 4 août 2013 sur OCS Choc[2]

- Royaume-Uni : 988 000 téléspectateurs

### Épisode 5:Amour et Trahison
- Royaume-Uni : 3 mars 2013 sur BBC Three[1]
- France : 11 août 2013 sur OCS Choc[2]

### Épisode 6:Apocalypse!
- Royaume-Uni : 10 mars 2013 sur BBC Three[1]
- France : 11 août 2013 sur OCS Choc[2]